# Maytenus neblinae
Maytenus neblinae är en benvedsväxtart som beskrevs av J.A. Steyermark. Maytenus neblinae ingår i släktet Maytenus och familjen Celastraceae. Inga underarter finns listade.